# Rifstreek

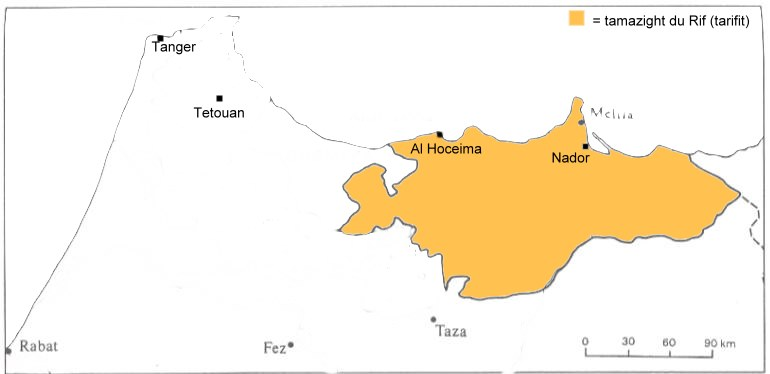
Gebied in Noord-Marokko waar voornamelijk Riffijns wordt gesproken.

De Rifstreek (Berbers: ⴰⵔⵉⴼ Arif), ook wel bekend als de oostelijke Rif, is het Riffijns sprekende deel van het Rifgebergte in Marokko. De bewoners worden Riffijnen genoemd. De belangrijkste steden van de Rifstreek zijn Nador, Al Hoceima en Driouch.

## Emiraat Nekor

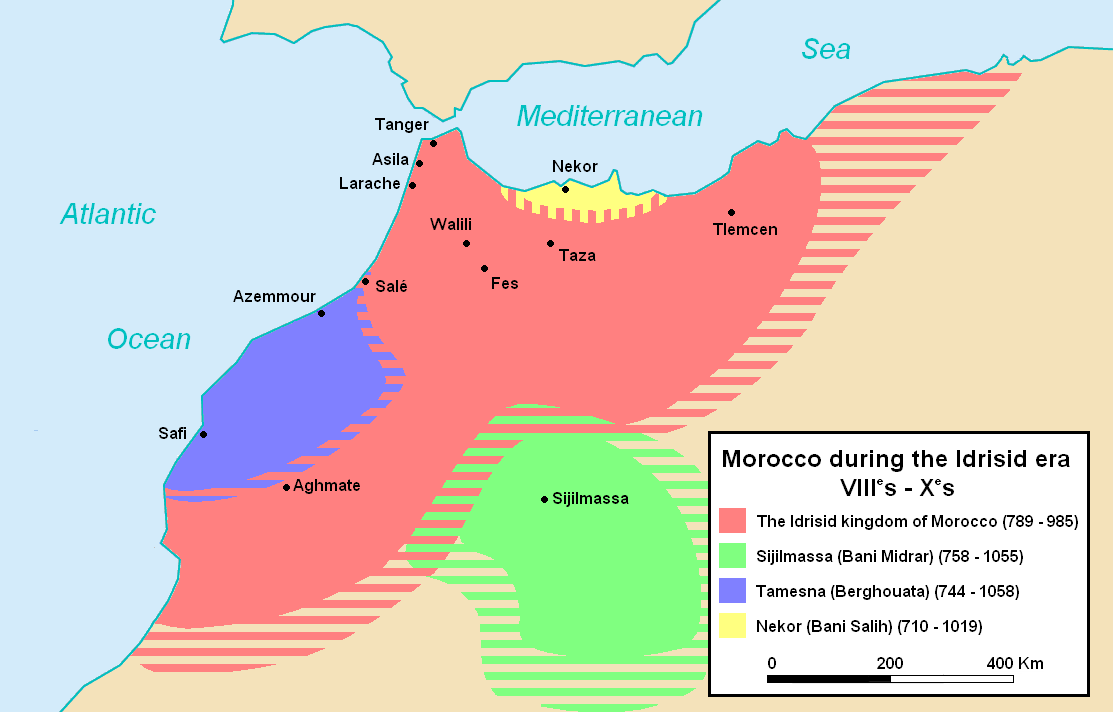
Het Emiraat Nekor aangegeven in het geel.

Emiraat Nekor was een emiraat gelegen in de Rifstreek van het huidige Marokko. De hoofdstad was oorspronkelijk gevestigd in Temsamane en verhuisde vervolgens naar Nekor. De dynastie werd gesticht in 710 CE door de Arabier Salih I ibn Mansur, het wordt algemeen aanvaard dat hij een Himyarite-immigrant uit Jemen was. Zijn dynastie was verantwoordelijk voor de bekering van de plaatselijke Berberstammen tot de islam. Aanvankelijk verzetten de lokale stammen zich tegen de beperkingen van de nieuwe religie en zetten al snel hun heerser af, maar hem werd later gevraagd terug te keren en opnieuw de macht over te nemen. Zijn dynastie, de Banu Salih, regeerde de regio tot 1019. Zij hebben de historische stad Al Mazamma gesticht.

## Rifoorlog en oprichting Rif republiek

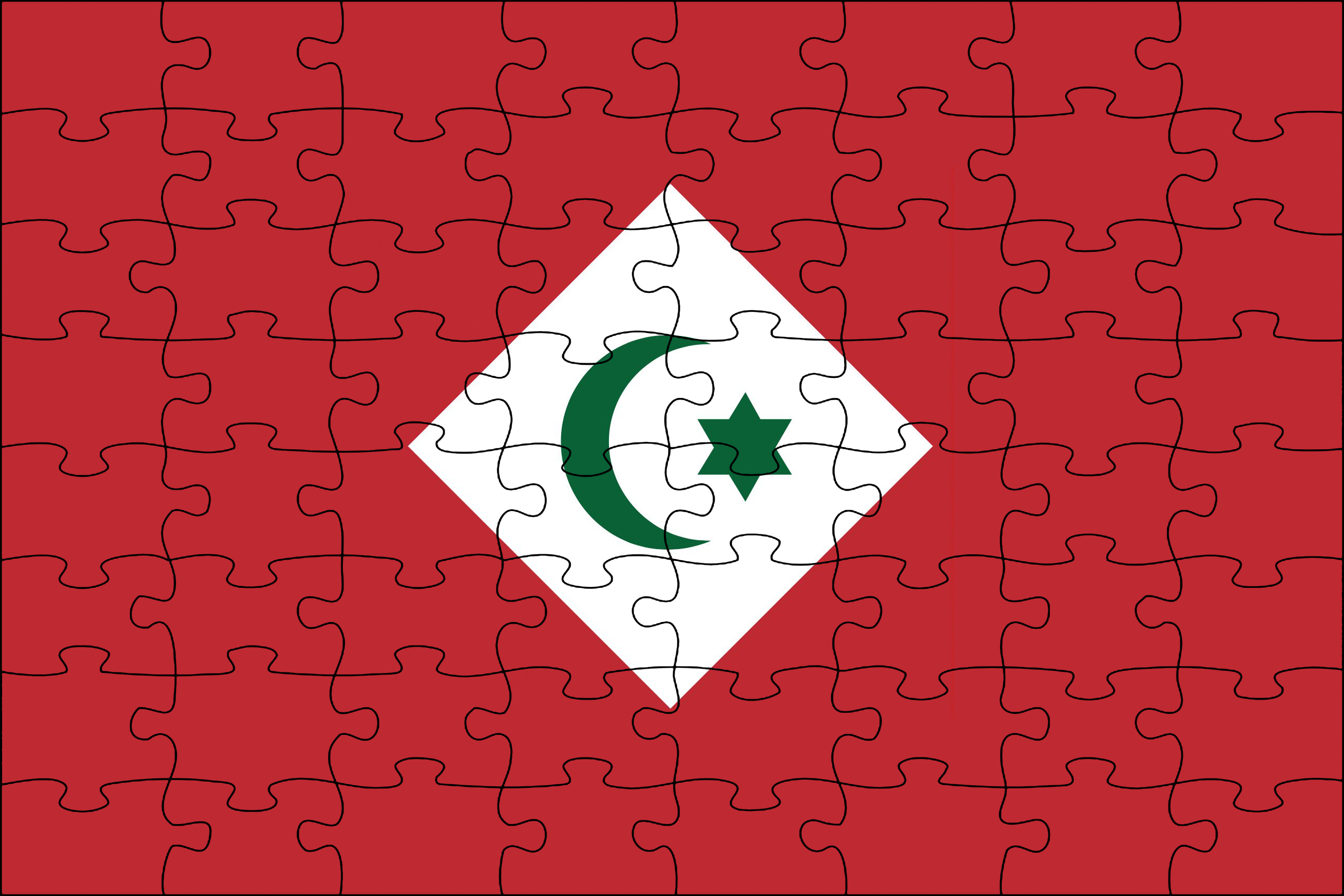
Vlag van de Rif-republiek

In het Rifgebergte van Noord-Marokko werd onder Abdelkrim in 1920 de onafhankelijkheid op de Spaanse kolonisator bevochten en de republiek Arrif uitgeroepen. Mohamed Abdelkrim El Khattabi, meestal eenvoudigweg Abdelkrim genoemd, leidde de strijd van de Riffijnen tegen de Spaanse en Franse kolonisatie.
Abdelkrim versloeg in 1921 te Annual met zijn toenmalige rechterhand, veldcommandant Moeh na'ma n Tanout van de Ait Touzine stam, de Spaanse generaal Manuel Fernández Silvestre en diens twintigduizend man tellende leger. Daarna versloeg hij ook de Spaanse troepen die onder bevel van generaal Franco ter versterking naar het gebied waren gestuurd en stichtte de Rifrepubliek.
In 1923 werd een internationale status voor Tanger afgekondigd. Het ging de Riffijnen in het begin voor de wind. In 1924 had Abdelkrim de Spanjaarden zelfs geheel uit het Rifgebied weten te verdrijven en richtte hij zich daarna op de Fransen, die uitweken naar Fez en Tanger. Spanje en Frankrijk besloten hun legers gezamenlijk in te zetten tegen Abdelkrim. 15.000 Spaanse soldaten landden in 1925 in de Baai van Al Hoceima, terwijl Franse troepen onder bevel van maarschalk Pétain, de overwinnaar in de Eerste Wereldoorlog, vanuit het zuiden optrokken tegen de Rifrepubliek.
Pétain stond aan het hoofd van een leger van 160.000 Franse en 75.000 Spaanse soldaten, bijgestaan door vierenveertig escadrilles. Hij voerde persoonlijk het bevel over zestig Franse generaals. Tegenover hen stond een Riffijns leger met een kern van slechts 30.000 strijders, versterkt door ongeregelde troepen. Meer dan een jaar hielden de Riffijnen stand. Maar op 27 mei 1926 gaf Abdelkrim zich toch over na een strijd waarin de Fransen over modernere wapens beschikten dan het Rifleger en waarin de Fransen en Spanjaarden met hulp van Duitsland, en in strijd met het zojuist gesloten Protocol van Genève, gebruik maakten van mosterdgas tegen de Riffijnse bevolking.
Abdelkrim werd gedeporteerd naar het Franse eiland Réunion. Uiteindelijk slaagde het Franse leger erin plaatsen als Ajdir, Tarquist en Ben Tayeb/Ait Tourich te veroveren, maar de verovering van Marokko werd pas in 1927 in de Rif, en in 1934 verder voltooid met de onderwerping van de verzetsgroepen in het zuiden.
In 1947 lukte het Abdelkrim uit zijn verbanning te ontsnappen. Hij vestigde zich in Caïro, Egypte, en van daaruit steunde hij het Riffijnse verzet, tot hij op 5 februari 1963 stierf. Abdelkrim ligt in Caïro begraven.

## Stammen
De oudste geschiedenis van de Rif is neergeschreven door de historicus Ibn Khaldun (1332-1406). De Amerikaanse antropoloog Carleton S. Coon (1904-1981) noemde zestien min of meer verschillende stammen in de eigenlijke Rif. Gaat men uit van een geografische indeling in drie delen, oostelijk, centraal en westelijk, dan zou het oostelijke deel de Ait Bouyahyi, Ibdarsen en Ichebdanen omvatten. In het centrale deel wonen de Ait Said, Ait Ourish, Ait Tafersite, Ait Temsamane, Ait Touzine, Igzenayen en Iqeriyen. Het westelijk deel huisvest de stammen: Ait Ammart, Ait Itteft, Ait Waryagher, Ibaqouyen en Mestassa. De meeste spreken Arabisch en Riffijns.
- Ait Ammart
- Ait Bouyahyi
- Ait Itteft
- Ait Ourish
- Ait Said
- Ait Tafersite
- Ait Temsamane
- Ait Touzine
- Ait Waryaghar
- Ibaqouyen
- Ibdarsen
- Ikebdanen
- Igzenayen
- Iqer'iyen
- Mestassa